# ملسباخ
ملسباخ (به آلمانی: Melsbach) یک شهر در آلمان است که در Neuwied واقع شده‌است. ملسباخ ۲٬۱۰۱ نفر جمعیت دارد.